# تندله
تندله (به عربی: تندلة) یک شهرداری در الجزایر است که در ناحیه جامعه واقع شده‌است. تندله ۹٬۱۹۳ نفر جمعیت دارد و ۱۶ متر بالاتر از سطح دریا واقع شده‌است.